# ヒゲドライバー
ヒゲドライバー（Hige Driver、1983年6月11日 - ）は、日本の男性ミュージシャン。山口県宇部市出身、東京都在住、TOKYO LOGIC所属。
現在は主にインターネット上で活動。クリエイターユニットHeart's Cryに所属し、自身の率いるバンドヒゲドライVANではシンゴ名義でボーカル・ギターを務める。
配偶者は声優の小澤亜李。

## 概要
チップチューンという、ファミリーコンピュータやゲームボーイで使用される8bit音（ピコピコ音）を使った楽曲を制作する。チップチューン楽曲以外にも、チップチューンにボーカルや他の楽器を組み合わせた楽曲も制作している。
自身のボーカル曲も多い中、ヴォコーダーなどのエフェクトを掛けた楽曲が特徴。現在の活動の場は主にインターネット上で、myspace、muzie、ニコニコ動画、という媒体を使って楽曲を制作、発表、配信している。
自らの楽曲制作以外にも、ほかのアーティストへの楽曲提供や編曲家としての活動も行っている。
2010年9月より、活動の拠点を山口県から東京都へと移す。2010年10月頃より、毎週水曜日23:00〜Ustream中継を実施している（2011年現在は不定期放送）。
近年はチップチューン以外の曲を作る機会が多くなったため、チップチューンに特化する場合は「ヒゲドライバー（chip-style）」として活動することに。
また、2014年には、PVとCD制作、ワンマンイベント開催を条件に、クラウドファンディング上にて150万円弱の資金を集め、以前から希望していたバンドでの活動を開始した。
2016年には活動10周年を記念したベストアルバム「ヒゲドライバー10th Anniversary Best」を発売
2020年には活動15周年を記念したKADOKAWAアニメベストアルバム「ひげこれ! HIGE DRIVER BEST in KADOKAWA ANISON」を発表し、8月10日には小澤亜李との入籍を発表した。

## 来歴
- 2005年より、muzieにて作品制作、配信を行う。2007年より、myspaceにて作品制作、発表を行う。
- 2008年2月14日、Windows XPの効果音だけを使って作った曲『Hello Windows』をニコニコ動画で発表。一週間で再生数20万を越えるヒットとなり、インターネット上で一躍話題となる[7]（2025年6月7日の時点で175万越え再生を記録している）。6月4日、初のオリジナルアルバム（CD）となる『ヒゲドライバー1UP』を、eden'sE（3UP）より発売。8月31日、DENPA一周年祭（DENPA7!!!）にて初LIVE[8][9]。
- 2009年1月28日、2作目となるオリジナルアルバム（CD）『ヒゲドライバー2UP』eden'sE（3UP）より発売。6月10日、シトラス・ネイ＋ヒゲドライバー、ミニアルバム（CD）『100%ロマンティック』eden'sE（3UP）より発売。10月28日、コスモドライバー（cosMo＋ヒゲドライバー）アルバム（CD）『コスモドライバー∞UP』をLOiDより発売。11月20日、ヒゲドライバー制作、フリーRPG『YAS』発表（配信開始）[10]。
- 2010年1月25日、3作目となるオリジナルアルバム（配信）『妄想ダイアリー』を自主制作にて発売。4月3日、4作目となるオリジナルアルバム（配信）『幻想ダイアリー』を自主制作にて発売。6月23日、フリーRPG『YAS』オリジナルサウンドトラック（配信）『YAS original soundtrack』を自主制作にて発売。9月18日、初のベストアルバム（CD）『ダイアリー』を自主制作にて発売。11月24日、5作目となるオリジナルアルバム（CD）『ヒゲドライバー3UP』LOiDより発売。
- 2011年3月30日、6作目となるオリジナルアルバム（配信）『オバケものがたり』を自主制作にて発売。5月27日、7作目となるオリジナルアルバム（配信）『HIGE缶』を自主制作にて発売。12月31日、8作目となるオリジナルアルバム（CD）『HIGEDIUS』を自主制作、C81冬コミにて頒布。トリビュートアルバム（CD）『ヒゲドライバー・トリビュート』を発表、C81冬コミにて頒布。
- 2012年4月28日、SHAKA DRIVER（新社会人+ヒゲドライバー）（CD）『夏祭り EP』を発表、ニコニコ超会議内、ニコつくにて頒布。
- 2013年4月28日、SHAKA DRIVER（新社会人+ヒゲドライバー）（CD）『マイティボンジャックEP』を発表、ニコニコ超会議内、ニコつくにて頒布。
- 2014年4月27日、自身がボーカルを務めるバンド、ヒゲドライVANの1stEP（CD）『Kiss me EP』を発表、M3-2014春にて頒布のち限定流通で販売。8月17日、コンセプトアルバム（CD）『Hige Dance』を発表、C86夏コミにて頒布。
- 2015年10月10日、 ヒゲドライバー10周年記念パーティーワンマンイベント「HIGE TO LIVE」（六本木マハラジャ）開催。
- 2016年1月20日、活動10周年記念ベストアルバム（CD）『ヒゲドライバー 10th Anniversary Best』をEXIT TUNESより発売。
- 2017年6月21日、9作目となるオリジナルアルバム（CD）『ヒゲドライバー4UP』をEXIT TUNESより発売。
- 2020年8月10日、声優の小澤亜李との結婚をTwitterにて発表[4][11]。9月30日、活動15周年記念KADOKAWAアニソンベストアルバム「ひげこれ！ HIGE DRIVER BEST in KADOKAWA ANISON」を発売。

## 人物
- Mr.Children、スピッツ、ゆず等に影響を受ける。ロックに憧れバンド活動を模索するも結成には至らず。
- その後、一人で表現できる方法を模索する中見つけたのが、チップチューンとのこと[12]。
- muzieへの登録日より、2005年10月10日以降のヒゲドライバー名での活動を確認することが可能。
- 2016年にKAI-YOU.netで組まれた特集記事にて、かつてはホストクラブで働いていたことや30代にして童貞であることを告白している[13]。
- 2017年に同サイトで『ヒゲドライバー 4UP』に参加したアーティストらとの居酒屋対談記事が組まれた。記事中での声優の小澤亜李との対談では、前述の30代童貞についてや、結婚願望などについての話題が繰り広げられていた[14]。くしくも小澤とは2020年に結婚を発表している。

## ディスコグラフィー
ハッチ・エンタテインメントおよび同社のLOiDレーベルよりリリースされた作品については、ハッチ・エンタテインメントが2011年2月1日付で販売元であったエイベックス・マーケティングに吸収合併され、その際にレーベルも廃止され2011年3月末ですべて廃盤となっている。

### アルバム

#### オリジナル
| #   | タイトル                   | 作詞 | 作曲・編曲 |
| --- | -------------------------- | ---- | ---------- |
| 1.  | 「ALARM」                  |      |            |
| 2.  | 「Sono Sabi」              |      |            |
| 3.  | 「Kiss me」                |      |            |
| 4.  | 「Reset me」               |      |            |
| 5.  | 「ルックルック応答せよ」   |      |            |
| 6.  | 「つっくつくねしてあげる」 |      |            |
| 7.  | 「甘酸っぱい!!」           |      |            |
| 8.  | 「4819」                   |      |            |
| 9.  | 「チェリー」               |      |            |
| 10. | 「Hello Computer」         |      |            |

| #   | タイトル                   | 作詞 | 作曲・編曲 |
| --- | -------------------------- | ---- | ---------- |
| 1.  | 「SAMURAI BEAT」           |      |            |
| 2.  | 「電波ドライバー」         |      |            |
| 3.  | 「マイティボンジャック」   |      |            |
| 4.  | 「ukigumo」                |      |            |
| 5.  | 「となりのトトロ」         |      |            |
| 6.  | 「カントリー・ロード」     |      |            |
| 7.  | 「アナログ」               |      |            |
| 8.  | 「KOKORO BEAT」            |      |            |
| 9.  | 「雲のスピード」           |      |            |
| 10. | 「マザー・コンピューター」 |      |            |
| 11. | 「imaisan」                |      |            |
| 12. | 「さかむけ」               |      |            |
| 13. | 「花」                     |      |            |

| #  | タイトル           | 作詞 | 作曲・編曲 |
| -- | ------------------ | ---- | ---------- |
| 1. | 「Kiss me」        |      |            |
| 2. | 「assassin」       |      |            |
| 3. | 「ケータイ出んわ」 |      |            |

| #   | タイトル                         | 作詞 | 作曲・編曲 |
| --- | -------------------------------- | ---- | ---------- |
| 1.  | 「あいのことば」                 |      |            |
| 2.  | 「フツーのヒト」                 |      |            |
| 3.  | 「第二マサチューセッツ恋愛小隊」 |      |            |
| 4.  | 「テオミオ」                     |      |            |
| 5.  | 「スピード」                     |      |            |
| 6.  | 「プリンかえせ!!」               |      |            |
| 7.  | 「レインボー502」                |      |            |
| 8.  | 「SK」                           |      |            |
| 9.  | 「エミリー」                     |      |            |
| 10. | 「透明少女」                     |      |            |
| 11. | 「ココダヨ」                     |      |            |
| 12. | 「妄想少年」                     |      |            |

| #   | タイトル                         | 作詞 | 作曲・編曲 |
| --- | -------------------------------- | ---- | ---------- |
| 1.  | 「PS瞬間」                       |      |            |
| 2.  | 「幻聴」                         |      |            |
| 3.  | 「哲学」                         |      |            |
| 4.  | 「ブッダーマン」                 |      |            |
| 5.  | 「HeyHeyHey」                    |      |            |
| 6.  | 「ハッピーターン」               |      |            |
| 7.  | 「東京ソーダ」                   |      |            |
| 8.  | 「親愛なるエミリー」             |      |            |
| 9.  | 「ちくわ」                       |      |            |
| 10. | 「終電」                         |      |            |
| 11. | 「ハローハロー」                 |      |            |
| 12. | 「ケータイ出んわ」(no phone mix) |      |            |

| #   | タイトル                             | 作詞 | 作曲・編曲 |
| --- | ------------------------------------ | ---- | ---------- |
| 1.  | 「無い」                             |      |            |
| 2.  | 「ホログラフ」                       |      |            |
| 3.  | 「ガンガンいこうぜ」                 |      |            |
| 4.  | 「YES/NO」                           |      |            |
| 5.  | 「ドライブ妖怪」                     |      |            |
| 6.  | 「東京ソーダ」(3UP EDIT)             |      |            |
| 7.  | 「壁」                               |      |            |
| 8.  | 「ゾンビ」                           |      |            |
| 9.  | 「ハローハロー」(ダンス☆マンRemix)   |      |            |
| 10. | 「透明少女」(Saitone Remix)          |      |            |
| 11. | 「キュート・ポップ」(cubesato Remix) |      |            |
| 12. | 「週末ライフ」(arranged by u-ske)    |      |            |
| 13. | 「R-18」(from cosMo)                 |      |            |

| #   | タイトル                 | 作詞 | 作曲・編曲 |
| --- | ------------------------ | ---- | ---------- |
| 1.  | 「ep01. オバケのテーマ」 |      |            |
| 2.  | 「ep02. 退屈」           |      |            |
| 3.  | 「ep03. 姫」             |      |            |
| 4.  | 「ep04. それぞれの生活」 |      |            |
| 5.  | 「ep05. スピード」       |      |            |
| 6.  | 「ep06. オバケダンス」   |      |            |
| 7.  | 「ep07. ある日見た夢」   |      |            |
| 8.  | 「ep08. オバケ屋敷」     |      |            |
| 9.  | 「ep09. 光る宝石」       |      |            |
| 10. | 「ep10. オバケ退治」     |      |            |
| 11. | 「ep11. 机上の手紙」     |      |            |
| 12. | 「ep12. 逃げる」         |      |            |

| #   | タイトル                               | 作詞 | 作曲・編曲 |
| --- | -------------------------------------- | ---- | ---------- |
| 1.  | 「キュート・ポップ」(ロックバージョン) |      |            |
| 2.  | 「抵抗線」                             |      |            |
| 3.  | 「PAUSE」                              |      |            |
| 4.  | 「スキキライ」                         |      |            |
| 5.  | 「テオミオ」(ダンスmix)                |      |            |
| 6.  | 「貧乏」                               |      |            |
| 7.  | 「ホテルラブ」                         |      |            |
| 8.  | 「Sharp Bone」                         |      |            |
| 9.  | 「クルシミマスカ」                     |      |            |
| 10. | 「ホーキング少年」                     |      |            |
| 11. | 「東京ムード」                         |      |            |
| 12. | 「ハローハロー」(ロックバージョン)     |      |            |

| #   | タイトル            | 作詞 | 作曲・編曲 |
| --- | ------------------- | ---- | ---------- |
| 1.  | 「498 Tokio」       |      |            |
| 2.  | 「high color」      |      |            |
| 3.  | 「Big Engine」      |      |            |
| 4.  | 「matsuri」         |      |            |
| 5.  | 「Cold Wall」       |      |            |
| 6.  | 「triangle attack」 |      |            |
| 7.  | 「O-Sushi」         |      |            |
| 8.  | 「TOCO TOCO BEAT」  |      |            |
| 9.  | 「ato no matsuri」  |      |            |
| 10. | 「Cold Sleep」      |      |            |

| #   | タイトル                   | 作詞 | 作曲・編曲 | ゲストボーカル |
| --- | -------------------------- | ---- | ---------- | -------------- |
| 11. | 「キュート・ポップ」(chip) |      |            | Julie Watai    |
| 12. | 「Star Light」             |      |            | plugnet        |
| 13. | 「スキキライ」(chip)       |      |            | アリア＆マホ   |
| 14. | 「ワープ」                 |      |            | 新社会人       |

| #   | タイトル                                         | 作詞 | 作曲・編曲 |
| --- | ------------------------------------------------ | ---- | ---------- |
| 1.  | 「ガールズエンド」                               |      |            |
| 2.  | 「NO PARTY, NO PARTY」(feat. ハヤシ（POLYSICS）) |      |            |
| 3.  | 「bit operation」                                |      |            |
| 4.  | 「2P PLAY」(feat. MC8bit)                        |      |            |
| 5.  | 「Turn It Up」                                   |      |            |
| 6.  | 「キミが音楽を聴く10の理由」(feat. 山村響)       |      |            |
| 7.  | 「木星のため息」                                 |      |            |
| 8.  | 「マカロンが食べたい」(feat. 小澤亜李)           |      |            |
| 9.  | 「甘じょっぱい!!」                               |      |            |
| 10. | 「京王永山」                                     |      |            |
| 11. | 「Into The Sky」                                 |      |            |
| 12. | 「独り言」(Bonus Track)                          |      |            |
| 13. | 「パ→ピ→プ→Yeah!」                               |      |            |

| #  | タイトル                          | 作詞 | 作曲・編曲 |
| -- | --------------------------------- | ---- | ---------- |
| 1. | 「Nipponia」                      |      |            |
| 2. | 「High Light」                    |      |            |
| 3. | 「KABUKI DANCE」                  |      |            |
| 4. | 「Udon」                          |      |            |
| 5. | 「Okome」                         |      |            |
| 6. | 「Cold Line」                     |      |            |
| 7. | 「弊社御社」                      |      |            |
| 8. | 「Over The Star」(feat. MC8bit)   |      |            |
| 9. | 「ホーミーホーミー」(feat. AliCE) |      |            |

#### ベスト
| #   | タイトル                         | 作詞 | 作曲・編曲 |
| --- | -------------------------------- | ---- | ---------- |
| 1.  | 「ダイアリー」                   |      |            |
| 2.  | 「フツーのヒト」                 |      |            |
| 3.  | 「テオミオ」                     |      |            |
| 4.  | 「レインボー502」                |      |            |
| 5.  | 「SK」                           |      |            |
| 6.  | 「透明少女」                     |      |            |
| 7.  | 「ココダヨ」                     |      |            |
| 8.  | 「妄想少年」                     |      |            |
| 9.  | 「PS瞬間」                       |      |            |
| 10. | 「幻聴」                         |      |            |
| 11. | 「HeyHeyHey」                    |      |            |
| 12. | 「東京ソーダ」                   |      |            |
| 13. | 「親愛なるエミリー」             |      |            |
| 14. | 「ハローハロー」                 |      |            |
| 15. | 「ケータイ出んわ」(no phone mix) |      |            |

| #   | タイトル                    | 作詞 | 作曲・編曲 |
| --- | --------------------------- | ---- | ---------- |
| 1.  | 「ALARM」                   |      |            |
| 2.  | 「Sono Sabi」               |      |            |
| 3.  | 「Kiss me」                 |      |            |
| 4.  | 「Reset me」                |      |            |
| 5.  | 「チェリー」                |      |            |
| 6.  | 「Hello Computer」          |      |            |
| 7.  | 「SAMURAI BEAT」            |      |            |
| 8.  | 「マイティボンジャック」    |      |            |
| 9.  | 「ukigumo」                 |      |            |
| 10. | 「アナログ」                |      |            |
| 11. | 「KOKORO BEAT」             |      |            |
| 12. | 「雲のスピード」            |      |            |
| 13. | 「ホログラフ」              |      |            |
| 14. | 「キュート・ポップ」        |      |            |
| 15. | 「498 Tokio」               |      |            |
| 16. | 「PULSE LASER」             |      |            |
| 17. | 「GIGI BABA」               |      |            |
| 18. | 「HAPPY HEART BEAT」        |      |            |
| 19. | 「REMEMBER THE BEAT」(新曲) |      |            |

| #   | タイトル                                                                      | 作詞 | 作曲・編曲 | 歌                                                                                                 |
| --- | ----------------------------------------------------------------------------- | ---- | ---------- | -------------------------------------------------------------------------------------------------- |
| 1.  | 「回レ! 雪月花」(TVアニメ「機巧少女は傷つかない」EDテーマ)                    |      |            | 歌組雪月花                                                                                         |
| 2.  | 「夢見サンライズ」                                                            |      |            | 歌組雪月花                                                                                         |
| 3.  | 「ウラオモテ・フォーチュン」(TVアニメ「月刊少女野崎くん」EDテーマ)            |      |            | 佐倉千代 (CV:小澤亜李)                                                                             |
| 4.  | 「Shake!」                                                                    |      |            | fourfolium                                                                                         |
| 5.  | 「ワタシConnect*」                                                            |      |            | 滝本ひふみ (CV:山口愛)                                                                             |
| 6.  | 「CONTINUE…?」(TVアニメ「NEW GAME!」第3話挿入歌)                              |      |            | 涼風青葉 (CV:高田憂希)                                                                             |
| 7.  | 「STEP by STEP UP↑↑↑↑」(TVアニメ「NEW GAME!!」OPテーマ)                       |      |            | fourfolium                                                                                         |
| 8.  | 「Overdrive」(TVアニメ「VALKYRIE DRIVE -MERMAID-」OPテーマ)                   |      |            | 原田ひとみ                                                                                         |
| 9.  | 「Stay Alive」(TVアニメ「Re:ゼロから始める異世界生活」後期エンディングテーマ) |      |            | エミリア (CV:高橋李依)                                                                             |
| 10. | 「Wishing」(TVアニメ「Re:ゼロから始める異世界生活」後期エンディングテーマ)    |      |            | 水瀬いのり                                                                                         |
| 11. | 「戦線のリアリズム」(TVアニメ「幼女戦記」挿入歌)                              |      |            | 新菜まこ                                                                                           |
| 12. | 「More One Night」(TVアニメ「少女終末旅行」エンディングテーマ)                |      |            | チト (CV:水瀬いのり)、ユーリ (CV:久保ユリカ)                                                       |
| 13. | 「Blow out」(TVアニメ「ロクでなし魔術講師と禁忌経典」OPテーマ)                |      |            | 鈴木このみ                                                                                         |
| 14. | 「THERE IS A REASON」(映画「ノーゲーム・ノーライフ ゼロ」テーマソング)        |      |            | 鈴木このみ                                                                                         |
| 15. | 「今この身が果てようとも」(TVアニメ「刀使ノ巫女」第12話挿入歌)                |      |            | 衛藤可奈美 (CV:本渡楓)、十条姫和 (CV:大西沙織)                                                     |
| 16. | 「ここから、ここから」(TVアニメ「宇宙よりも遠い場所」EDテーマ)                |      |            | 玉木マリ (CV:水瀬いのり)、小淵沢報瀬 (CV:花澤香菜)、三宅日向 (CV:井口裕香)、白石結月 (CV:早見沙織) |

### トリビュート
| タイトル                                          | 発売日                   | 収録内容 | レーベル／配信先          | 備考 |
| ------------------------------------------------- | ------------------------ | --- | ------------------------- | --- |
| tribute album（CD） ヒゲドライバー・ トリビュート | 2011年12月31日           | \| # \| タイトル \| 作詞 \| 作曲・編曲 \| アーティスト \| \| --- \| ------------------------ \| ---- \| ---------- \| ---------------- \| \| 1. \| 「東京ソーダ」 \| \| \| KNOTS \| \| 2. \| 「ホログラフ」 \| \| \| ゆよゆっぺ \| \| 3. \| 「キュート・ポップ」 \| \| \| baker feat. 祭屋 \| \| 4. \| 「Hello Windows」 \| \| \| Denkitribe \| \| 5. \| 「Kiss me」 \| \| \| fu_mou \| \| 6. \| 「SAMURAI BEAT」 \| \| \| Saitone \| \| 7. \| 「ukigumo」 \| \| \| Novoiski \| \| 8. \| 「ハローハロー」 \| \| \| cubesato \| \| 9. \| 「透明少女」 \| \| \| cosMo@暴走P \| \| 10. \| 「マイティボンジャック」 \| \| \| sasakure.UK \| | 自主制作（C81冬コミ頒布） | ヒゲドライバーと親交のあるアーティストが、ヒゲドライバーの曲をリミックス・カバーしたコンピレーションアルバム。 |
|                                                   |                          | |                           | |
| #                                                 | タイトル                 | 作詞 | 作曲・編曲                | アーティスト                                                                                                   |
| 1.                                                | 「東京ソーダ」           | |                           | KNOTS |
| 2.                                                | 「ホログラフ」           | |                           | ゆよゆっぺ |
| 3.                                                | 「キュート・ポップ」     | |                           | baker feat. 祭屋                                                                                               |
| 4.                                                | 「Hello Windows」        | |                           | Denkitribe |
| 5.                                                | 「Kiss me」              | |                           | fu_mou |
| 6.                                                | 「SAMURAI BEAT」         | |                           | Saitone |
| 7.                                                | 「ukigumo」              | |                           | Novoiski |
| 8.                                                | 「ハローハロー」         | |                           | cubesato |
| 9.                                                | 「透明少女」             | |                           | cosMo@暴走P |
| 10.                                               | 「マイティボンジャック」 | |                           | sasakure.UK |

#### コラボレーション
| 全作詞・作曲: ヒゲドライバー。 |                            |                |                |
| #                              | タイトル                   | 作詞           | 作曲・編曲     |
| 1.                             | 「100%ロマンティック」     | ヒゲドライバー | ヒゲドライバー |
| 2.                             | 「Kiss me」                | ヒゲドライバー | ヒゲドライバー |
| 3.                             | 「つっくつくねしてあげる」 | ヒゲドライバー | ヒゲドライバー |
| 4.                             | 「すぺーす☆つくね」        | ヒゲドライバー | ヒゲドライバー |
| 5.                             | 「GO WEST」                | ヒゲドライバー | ヒゲドライバー |
| 6.                             | 「オレンジ」               | ヒゲドライバー | ヒゲドライバー |

| #   | タイトル                                               | 作詞 | 作曲・編曲 |
| --- | ------------------------------------------------------ | ---- | ---------- |
| 1.  | 「マイティボンジャック」(Hey! speed Remix)             |      |            |
| 2.  | 「0 -zero-」                                           |      |            |
| 3.  | 「もえもえファンタジー」                               |      |            |
| 4.  | 「COSMO BEAT」                                         |      |            |
| 5.  | 「mono-noke」                                          |      |            |
| 6.  | 「スーパーコスモドライバーブラザーズ・ステージ255BGM」 |      |            |
| 7.  | 「rakugaki.exe」(ラクガキスト)                         |      |            |
| 8.  | 「覚醒フィールド」                                     |      |            |
| 9.  | 「Slash'n'Burn」                                       |      |            |
| 10. | 「コスモドライバー昇天なう -GAME OVER-」               |      |            |
| 11. | 「さらば人類」                                         |      |            |
| 12. | 「コスモドライバーの消失」(Bonus track)                |      |            |

| 全作詞・作曲: ヒゲドライバー。 |                      |                |                |
| #                              | タイトル             | 作詞           | 作曲・編曲     |
| 1.                             | 「夏祭り」           | ヒゲドライバー | ヒゲドライバー |
| 2.                             | 「ハローサラウンド」 | ヒゲドライバー | ヒゲドライバー |
| 3.                             | 「xoxox」            | ヒゲドライバー | ヒゲドライバー |
| 4.                             | 「スロースロー」     | ヒゲドライバー | ヒゲドライバー |
| 5.                             | 「Darling Darling」  | ヒゲドライバー | ヒゲドライバー |

| 全作詞・作曲: ヒゲドライバー。 |                                              |                |                |
| #                              | タイトル                                     | 作詞           | 作曲・編曲     |
| 1.                             | 「マイティボンジャック」(SHAKA DRIVER Remix) | ヒゲドライバー | ヒゲドライバー |
| 2.                             | 「不況行進曲」                               | ヒゲドライバー | ヒゲドライバー |
| 3.                             | 「"Call me" version 0」                      | ヒゲドライバー | ヒゲドライバー |
| 4.                             | 「魔法」                                     | ヒゲドライバー | ヒゲドライバー |
| 5.                             | 「ハッピー・バースデー」                     | ヒゲドライバー | ヒゲドライバー |

### 配信限定シングル
| 発売日         | タイトル                                                                    | レーベル            |
| -------------- | --------------------------------------------------------------------------- | ------------------- |
| 2018年11月15日 | 弊社御社 (2loop Demo)                                                       | MOtOLOiD            |
| 2019年5月12日  | 平成VS令和                                                                  | MOtOLOiD            |
| 2019年11月14日 | もちもち戦隊タピオカイザー feat. 湯毛                                       | MOtOLOiD            |
| 2020年1月10日  | Virtual Gaming / Naeleck&ヒゲドライバー                                     | Den Haku Records    |
| 2021年2月19日  | Virtual Gaming (Tokyo Machine Remix) / Naeleck,ヒゲドライバー&TOKYO MACHINE | Dancing Dead        |
| 2021年3月26日  | Virtual Gaming (Gammer Remix) / Naeleck,ヒゲドライバー                      | Dancing Dead        |
| 2021年7月26日  | 大したことじゃない                                                          | TOKYO LOGIC         |
| 2021年7月30日  | Final Boss / Naeleck&ヒゲドライバー                                         | Dancing Dead        |
| 2022年3月27日  | 朝起きたら、ゾンビでした。                                                  | TOKYO LOGIC         |
| 2022年6月11日  | ミッドナイト煩悩ダンシング                                                  | TOKYO LOGIC         |
| 2022年8月12日  | Final Boss (Modestep Remix) / Naeleck,ヒゲドライバー                        | Dancing Dead        |
| 2022年8月25日  | Error (feat. 湯木慧) 「SDガンダム バトルアライアンス」テーマソング          | SUNRISE Music Label |
| 2023年9月4日   | 陰キャ陽キャ陰陽師                                                          | TOKYO LOGIC         |

### ヒゲドライVAN
| 発売日         | タイトル                             | レーベル                     |
| -------------- | ------------------------------------ | ---------------------------- |
| 2014年4月29日  | Kiss me EP                           | MOtOLOiD                     |
| 2014年12月29日 | Oh Yeah!                             | MOtOLOiD                     |
| 2015年4月15日  | 忘れてしまった                       | MOtOLOiD                     |
| 2016年1月20日  | LOVE                                 | MOtOLOiD                     |
| 2016年6月29日  | インターネット・ノイローゼ - EP      | MOtOLOiD                     |
| 2017年3月8日   | 0831                                 | TOKYO LOGIC MUSIC            |
| 2019年7月18日  | Tlicolity Eyes EDテーマ / 光なんだよ | フロンティアワークス         |
| 2020年8月19日  | n番目の女                            | Konami Digital Entertainment |

### オリジナルサウンドトラック
| タイトル                                                           | 発売日        | 収録曲                                                 | レーベル／配信先      |
| ------------------------------------------------------------------ | ------------- | ------------------------------------------------------ | --------------------- |
| フリーRPG『YAS』オリジナルサウンドトラック YAS original soundtrack | 2010年6月23日 | - ゲーム内使用曲 全47曲 - 未使用曲 3曲 - アレンジ 11曲 | 自主制作／ monstar.fm |

### コンピレーションアルバム
- 『EXIT TUNES PRESENTS STARDOM』（2009年5月20日発売、発売：EXIT TUNES、販売：ポニーキャニオン）
  - 『閃光』[20]
- 『LOiD-02 -postrock- LOiD's MiND』（2010年3月17日発売、発売：LOiD）
  - 『O-ME-DE-TO』
- 『すたどんたんこん（stadontancon）』（2011年6月23日発表、主催：16次元レコード）
  - 『ひげどんたん01』『ひげどんたん02』※リンクにて無償で公開[21]
- 『Julie Wataiプロデュース「HARDWARE GIRLS MAGAZINE（三才ムック vol.470） 」付録CD』（2012年2月14日発売、著：Julie Watai、出版：三才ブックス）
  - 『Deal Breaker』 ISBN 978-4-86199-445-6
- 『しんがー・そんぐ・らいてぃんぐ（LOiD-03）』（2012年3月28日発売、発売：Victor Entertainment）
  - 『さらば人類』※セルフカバー[22]
- 『MDML -MOtOLOiD DANCE MUSIC LIBRARY-』（2013年12月31日発売、発売：MOtOLOiD）
  - 『狂乱デモクラシー』

### 楽曲提供
- 『Romancing Blood』 - hicalculator、2008年3月5日発売[23][24]
- 『chemical soda』 - Saori@destiny アルバム「JAPANESE CHAOS」収録曲、2008年11月19日発売[25]
- 『感光イマジネーション』 - 『コスメティックロボット』2ndシングル収録曲、2009年4月29日発売
- 『Knock Knock, Boom Boom』『フレフレ！』 - 愛乙女★DOLLへ2曲提供。2011年12月25日発表
- 『PULSE LASER』KONAMI音楽ゲームBEMANI新タイトル「SOUND VOLTEX BOOTH」へ楽曲提供。2012年1月18日発表
- 『Sunday』 - 平野綾3rdアルバム「FRAGMENTS」収録曲、2012年5月23日発売
- 『Close』 - スクウェア・エニックスアクションゲーム「ガンスリンガー ストラトス」池袋ステージ楽曲提供、2012年7月12日発表
- 『きょにゅーぱふぱふ』 - テレビ東京「ゴッドタン」日村プロデュース「爆乳ヤンキー」、2012年7月21日発売
- 『かよチューのうた』 - TVアニメ「かよえ！チュー学」キャラクターソング、2012年8月発表
- 『Pieces of Treasure』 - TVアニメ「アルカナ・ファミリア -La storia della Arcana Famiglia-」EDテーマ、2012年9月5日発売
- 『"Call me"』 - わかむらP feat. 初音ミク「at first sight〜Best Selection of わかむらP feat. 初音ミク〜」へ楽曲提供、2013年2月6日発売
- 『ブルー・フィールド』 - TVアニメ「蒼き鋼のアルペジオ -アルス・ノヴァ-」EDテーマ（Heart's Cry名義）、2013年10月30日発売
- 『回レ!雪月花』 - TVアニメ「機巧少女は傷つかない」EDテーマ、2013年11月27日発売
- 『チェケラ』 - Cheeky Parade1stアルバム、「Cheeky Parade I」収録曲、2013年11月27日発売
- 『雪どけの街』 - 住岡梨奈1stアルバム、「ツムギウタ」収録曲、2013年11月27日発売
- 『トレモロ』 - TVアニメ「蒼き鋼のアルペジオ」キャラクターソングアルバム（配信限定）、「Blue Field」収録曲、2013年12月4日発売
- 『惑星の唄』 - 藍井エイル2ndアルバム、「AUBE（アルバム）」収録曲（Heart's Cry名義）、2014年1月29日発売
- 『Together』 - Cheeky Paradeミニ・アルバム、「Together」収録曲、2014年6月18日発売
- 『Fly Higher』 - Cheeky Paradeミニ・アルバム、「Together」収録曲、2014年6月18日発売
- 『Digital Date』 - 愛乙女★DOLL3rdシングル、「Bargain girl」収録曲、2014年6月18日発売
- 『Purest Blue』 - TVアニメ「蒼き鋼のアルペジオ」キャラクターソングアルバム、「Purest Blue」収録曲（Heart's Cry名義）、2014年6月25日発売
- 『Innocent Blue』 - TVアニメ「蒼き鋼のアルペジオ」キャラクターソングアルバム、「Purest Blue」収録曲（Heart's Cry名義）、2014年6月25日発売
- 『Blue Sky』 - TVアニメ「蒼き鋼のアルペジオ」キャラクターソングアルバム、「Purest Blue」収録曲（Heart's Cry名義）、2014年6月25日発売
- 『蒼き空の下で』 - TVアニメ「蒼き鋼のアルペジオ」キャラクターソングアルバム、「Purest Blue」収録曲、2014年6月25日発売
- 『打打打打打打打打打打』 - KONAMI音楽ゲーム「REFLEC BEAT groovin!」へ楽曲提供。歌唱はSELEN（楠世蓮）。 2014年8月21日発表
- 『ウラオモテ・フォーチュン』 - TVアニメ「月刊少女野崎くん」EDテーマ。歌唱は佐倉千代（声 - 小澤亜李）。2014年8月27日発売
- 『Happy Parade』 - バンダイナムコゲームスゲームソフト「藤子・F・不二雄キャラクターズ 大集合!SFドタバタパーティー!!」オープニングテーマ曲。2014年11月20日発表
- 『oboro』 - SEGA音楽ゲーム「maimai」へ楽曲提供。 2015年2月19日発表
- 『吹雪』 - TVアニメ「艦隊これくしょん -艦これ-」EDテーマ 2015年2月18日発売
- 『パ→ピ→プ→Yeah!』 - KONAMI音楽ゲーム「BeatStream」へ楽曲提供。歌唱はshully & Nimo。 2015年2月19日発表
- 『スピカの夜』 - スピカの夜（島ゆいか（ex.可憐Girl's）と飯田來麗（ex.さくら学院）によるユニット）配信限定シングル 、2015年3月18日発売
- 『最高速 Fall in Love』 - TVアニメ「モンスター娘のいる日常」OPテーマ 2015年8月19日発売
- 『God bless you』 - KONAMI音楽ゲーム「REFLEC BEAT VOLZZA」へ楽曲提供。歌唱はヒゲドライバー with 高橋瞳。 2015年10月28日発表
- 『Overdrive』 - TVアニメ「VALKYRIE DRIVE -MERMAID-」OPテーマ 2015年11月25日発売
- 『YELLOW』 - スマートフォンゲーム「Tokyo 7th シスターズ」ゲーム内ユニット Le☆S☆Ca デビューシングル 2015年12月9日発売
- 『Snow in “ I love you ”』 - スマートフォンゲーム「Tokyo 7th シスターズ」ゲーム内ユニット 777☆SISTERS  2nd SG 2015年12月9日発売
- 『Black or Red?』- KONAMI音楽ゲーム「REFLEC BEAT VOLZZA 2」へ楽曲提供。歌唱はshully & Nimo。コスモドライバー名義 2016年3月24日発表
- 『アニメを語レ! 〜アニメガタリ同好会のテーマ〜』 - 劇場幕間アニメ「アニメガタリ」テーマソング 2016年3月30日発売
- 『ぱじゃま Party』 - TVアニメ「三者三葉」EDテーマ『ぐーちょきパレード』収録曲2016年4月20日発売
- 『シェケナ！』 - Cheeky Parade2ndアルバム、「Cheeky Parade II」収録曲、2016年6月1日発売
- 『Shiny Day, Shiny Life』 - TVアニメ 「ネトゲの嫁は女の子じゃないと思った?」 OPテーマ「1st Love Story」 収録曲 2016年6月1日発売
- 『Hands up！』 - Cheeky Parade7thシングル「Hands up！」表題曲、2016年9月7日発売
- 『Shake!』- TVアニメ「NEW GAME!」OPテーマ『SAKURAスキップ』収録曲 2016年7月27日発売
- 『Stay Alive』- TVアニメ「Re:ゼロから始める異世界生活」EDテーマ 2016年8月20日発売（Heart's Cry名義）
  - c/w曲『Wishing』- TVアニメ「Re:ゼロから始める異世界生活」特殊EDテーマ（ヒゲドライバー名義）
- 『帰還』 - アニメ映画「劇場版 艦これ」主題歌 2016年11月23日発売
- 『孤独な森のメロディー』 ‐TVアニメ「魔法少女育成計画」 キャラクターソングアルバム『Musica Magica』収録曲 作詞  2016年11月23日発売
- 『きっとワンダフォー!』- TVアニメ「スクールガールストライカーズ Animation Channel」EDテーマ 2017年1月25日発売
- 『CONTINUE...?』- TVアニメ「NEW GAME!」挿入歌、ミニアルバム『Now Singing♪♪♪♪』収録曲  2017年2月8日発売
- 『あんきら!?狂騒曲』『オトメゴコロ更新中』- スマートフォンゲーム「アイドルマスターシンデレラガールズ スターライトステージ」内イベント用曲
- 『猫祭り』- 「チュウニズム」音楽ゲーム「イロドリミドリ」へ楽曲提供。歌唱は箱部なる（声 - M・A・O）。
- 『MONKEY MONKEY』 - ゲームソフト『8BIT MUSIC POWER FINAL』へ楽曲提供 2017年4月6日発売
- 『Blow out』- TVアニメ「ロクでなし魔術講師と禁忌教典」OPテーマ 2017年5月24日発売[26]
- 『THERE IS A REASON』 - アニメ映画「ノーゲーム・ノーライフ ゼロ」主題歌 2017年7月12日発売
- 『最先端△ガール feat. 内田真礼』 - 上坂すみれ 8thシングル『踊れ!きゅーきょく哲学』カップリング曲 2017年7月12日発売
- 『Purple Rays』 - メディアミックス作品『Re:ステージ!』オルタンシア2ndシングル表題曲 2017年7月19日発売
- 『STEP by STEP UP↑↑↑↑』- TVアニメ「NEW GAME!!」OPテーマ（篠崎あやとと共同制作） 2017年7月26日発売
- 『うまるん体操』- TVアニメ「干物妹!うまるちゃんR」EDテーマ 2017年11月15日発売
- 『More One Night』- TVアニメ「少女終末旅行」EDテーマ 2017年11月29日発売
- 『Snow*Love』- TVアニメ「シンデレラガールズ劇場」EDテーマ 2018年1月10日発売
- 『ここから、ここから』- TVアニメ「宇宙よりも遠い場所」EDテーマ 2018年2月21日発売
- 『n番目の女』- KONAMIアーケード音楽ゲーム「ノスタルジア Op.2」へ楽曲提供。ヒゲドライVAN名義 2018年9月26日発表
- 『ユレロ』- 風男塾の7thアルバム「風ァイト!!!!!!」へ楽曲提供 2018年10月10日発売
- 『スパッと！スパイ&スパイス』- TVアニメ「RELEASE THE SPYCE」OPテーマ 2018年10月24日発売
- 『みんな Happy!!』- SEGA音楽ゲーム「オンゲキ」へ楽曲提供 2018年10月24日発売
- 『しかししかじか』- 久保ユリカ ミニアルバム「VIVID VIVID」収録曲 2019年2月13日発売
- 『アイノウ・アイノウ』 - スマートフォンゲーム『Re:ステージ! プリズムステップ』内使用曲。歌唱は伊津村陽花（声 - 花守ゆみり）。2019年2月27日発売
- 『GAME IS LIFE』- SEGA音楽ゲーム「オンゲキ」へ楽曲提供 2019年6月26日発売
- 『超速』- 空野青空へ楽曲提供。2019年7月10日発売
- 『Yes, We Are!!!』 - TVアニメ『Re:ステージ! ドリームデイズ♪』挿入歌。歌唱はオルタンシア。2019年10月2日発売
  - 『Yes, We Are!!!』 - TVアニメ『Re:ステージ! ドリームデイズ♪』挿入歌アルバム「DRe:AMER（オルタンシア盤）」きゃにめ特典CD収録曲。歌唱は伊津村紫（声 - 小澤亜李）。2019年10月2日発売
- 『Firebird』- Aぇ! groupへ楽曲提供。
- 『100% Voltage』- 新日本プロレス SHO入場曲
- 『アエテオドル』- Aぇ! groupへ楽曲提供
- 『カンフーガール (Extended Mix)』 - 「GROOVE COASTER ORIGINAL SOUNDTRACK 2020」収録。2020年2月14日発売[27]
- 『シャイノグラフィ』『Dye the sky.』- ブラウザゲーム「アイドルマスター シャイニーカラーズ」へ楽曲提供。 2020年4月8日発売
- 『Re:Rays』 - メディアミックス作品『Re:ステージ!』コンセプトミニアルバム『Chain of Dream』収録曲 2020年12月16日発売
- 『Door』- TVアニメ『Re:ゼロから始める異世界生活』40話挿入歌。歌唱はエミリア（声 - 高橋李依）。
- 『サタデーソング』- 関ジャニ∞へ楽曲提供。情報・ワイドショー番組『サタデープラス』テーマソング。2021年6月23日発売
- 『Sun! Sun! Sunflower』- 本間ひまわりへ楽曲提供。2021年12月31日配信[28]。
- 『DELICIOUS HAPPY DAYS♪』 - TVアニメ「デリシャスパーティ♡プリキュア」EDテーマ。吉武千颯へ楽曲提供。2022年3月30日発売[29][30]
- 『Road to Forever』- AiRBLUE『Tomorrow's Diary/ゆめだより』収録曲 2022年5月18日発売
- 『LOVE is GAME』 - スマートフォンゲーム『アイドルマスター ミリオンライブ! シアターデイズ』イベント楽曲提供。
- 『ビタミンSUMMER!』 - TVアニメ『ラブライブ!スーパースター!!』第6話挿入歌（作編曲）。歌唱はLiella!。
- 『ブンブンブブブンサマーチューン!』- Peel the Appleへ楽曲提供。
- 『タイヤキアイドル☆たよりん参上!（feat.ヒゲドライバー）』- メディアミックスプロジェクト『Princess Letter(s)! フロムアイドル』キャラクターソング。歌唱は金魚鉢たより（声 - 芹澤優）。
- 『あるビー! feat.ころねぽち』 - KONAMI音楽ゲーム『beatmania IIDX 30 RESIDENT』へ楽曲提供。2022年12月8日発表。歌唱はころねぽち。
- 『for Victory!』 - Virtual eSportsプロジェクト『ぶいすぽっ!』へ楽曲提供。2023年2月25日発売
- 『ねねねのね！』 - Vtuber桃鈴ねね1stEP 全楽曲作詞作曲編曲
- 「キラリアット」- 作曲・編曲、石原夏織3rdアルバム『Calm Scene』（2024年）収録曲[31]。
- 『Kara Kasa』 - ゲームソフト『8BIT MUSIC POWER ENCORE』へ楽曲提供。 2024年6月14日発売
- 『プリズムフレア』 - テレビアニメ『アイドルマスター シャイニーカラーズ 2nd SEASON』OP主題歌（作曲）。
- 『コントロールキー・コンジャンクション』- 作曲・編曲、立花日菜 3rdシングル『Stella』（2025年2月19日発売）収録曲[32]
- 『自己肯定感爆上げ↑↑しゅきしゅきソング』 - スマートフォンゲーム『学園アイドルマスター』へ楽曲提供。歌唱は藤田ことね（声 - 飯田ヒカル）。

### アレンジ提供
- 『ドイツオレンジトリビュート2/はかいのてっきゅう』（2008年3月22日発売）[33]
  - 『Love Life』『エーテル』
- 『ピコ萌え!Future8bitシリーズ1〜リアルアイドルアニメソングス〜』（2008年4月30日発売、発売：ハッチ・エンタテインメント[34][35]）
  - 『ヒ・ロ・イ・ン 』TVアニメ「ご近所物語」より
  - 『結婚しようね 』TVアニメ「ツヨシしっかりしなさい」より
  - 『DO-して』 TVアニメ「クレヨンしんちゃん」より
- 『ピコ萌え！Future8bitシリーズ3〜8bitで未来旅行〜』（2008年11月27日発売、発売：ハッチ・エンタテインメント[36]）
  - 『ロ・ロ・ロ・ロシアン・ルーレット』TVアニメ「ダーティペア」より
- 『アニソン100連発!!!MEGA電波ww 〜泣ける編〜』（2010年6月16日発売 [37]）
  - 『心のPhotograph』TVアニメ「ミスター味っ子」より
- 『SQ Chips』（2011年9月21日発売 [38]）
  - 『ファイナルファンタジーIII ”バトル2”』ゲーム「ファイナルファンタジーIII」より
  - 『Sa・Ga2 秘宝伝説メドレー』ゲーム「Sa・Ga2 秘宝伝説」より
- 『初音ミク DANCE REMIX vol.1』（2011年11月29日発売 [39]）
  - 『メランコリック』
- 『SQ Chips2』（2012年7月25日発売 [40]）
  - 『PRIMAL EYES』ゲーム「パラサイト・イヴ」より
- 『SURVIVE!!』アフィリア・サーガ・イースト9thシングル（2012年11月13日発売）
  - 『恋をゲームにしないで！』超次元ゲイムネプテューヌED曲 Remix
- 『回覧盤』三回転とひとひねり1stアルバム（2013年7月26日発売）
  - 『稲荷〜三回転とひとひねりのテーマ』Remix
- 『無限大少女∀』Cheeky Parade3rdシングル（2013年9月4日発売）
  - 『C.P.U !? ヒゲドライバーRemix』
- 『FIGHT IT OUT feat. K（Pay money To my Pain）/ F.A.T.E.』難波章浩（Hi-STANDARD/NAMBA69） × 上田剛士（AA=）（2013年12月18日発売）
  - 『FIGHT IT OUT feat. K（Pay money To my Pain）-ヒゲドライバー Remix- 』
- TVアニメ『ねじ巻き精霊戦記 天鏡のアルデラミン』EDテーマ　「nameless」  鹿乃
  - 『nameless -ヒゲドライバーRemix-』
- 『俺ら東京さ行ぐだ』（FES☆TIVE）（2016年11月25日配信開始[41]）
  - 『俺ら東京さ行ぐだ』

### フリーRPG『YAS』
- 「夢を見始めてから、夢から覚めるまで」という、夢を舞台としたオリジナルRPG。シナリオ、音楽共にヒゲドライバー制作。ゲームシステムはフリーRPG制作ツール「WOLF RPGエディター」を採用。2009年11月20日配信開始[10]
- 2010年6月23日、ゲーム内全47曲+未使用3曲+アレンジ11曲を含む、計61曲を収録したオリジナルサウンドトラック「YAS original soundtrack」を配信開始[42]。

## ライブ・イベント出演

### ライブパフォーマーとして出演
- 2008年8月31日、DENPA一周年祭（DENPA7!!!）[43][44]
- 2008年11月30日、Saori@destiny『JAPANESE CHAOS』Release Party CHAOS NIGHT（ゲスト出演）
- 2009年7月11日、「vandalismania vol.2」（at decadent DELUXE）[45]
- 2010年5月15日、「ニコニコインディーズライブ」（at 新宿8bit cafe, 19:15〜）出演[46]
- 2010年5月15日、「ヒゲドラナイト」（at 新宿8bit cafe, 23:59〜）出演[47]
- 2010年9月18日、「ミュージックDNAトーキョー2010」（at Shibuya O-EAST, 13:00〜）出演[48]
- 2010年10月30日、「LOiD presents,lock on Identity」（at Shibuya amate-raxi, 15:00〜）出演[49]
- 2011年4月16日、「出張ヒゲチャンライブ vol.1」（at USTREAM higechannel）出演[50]
- 2012年3月28日、「トラベリング!!!」（in愛知）（at Style, 17:00〜）出演[51]
- 2012年6月9日、8bit cafe周年記念イベント「ロクテンゴ !!!　〜LOVE&DREEEEEEEEAM ARE BACK!!!〜」（at 新宿8bit cafe, 20:30〜）出演[52]
- 2016年7月10日、「EDP PRESENTS BEMANI ROCK FES'16」（at 品川ステラボール）出演[53]

### DJとして出演
- 2010年10月24日、初心者系DJイベント「「Lv.UP!」-5Lv.-（時速5センチメートル）」（at Akihabara MOGRA, 14:20〜）出演[54]
- 2010年11月26日、AKIBA系オールジャンルLIVE & DJ CLUBイベント「U・topia」（at Shibuya DESEO, 23:30〜）出演[55]
- 2011年2月26日、MOtOLOiD 第1回（at 新宿8bit cafe, 19:20〜）出演[56]
- 2011年3月20日、AKIBA系オールジャンルLIVE & DJ CLUBイベント「U・topia vol.2」（at Shibuya DESEO, 23:30〜）出演[57]
- 2011年5月6日、「『whitism』リリース記念 2.5D SHOW vol.1」（at 2.5D, 20:00〜）出演[58]
- 2011年5月27日、elemog 18（at Akihabara MOGRA, 23:00〜）出演[59]
- 2011年6月3日、MOtOLOiD 第2回「MOtOLOiD@2.5D」（at 2.5D, 19:00〜）出演[60]
- 2011年8月23日、「KAI-YOU presents 世界と遊ぶ！展」（at pixiv Zingaro, クロージングパーティ 19:00〜）出演[61]
- 2011年8月27日、MOtOLOiD 第3回「MOtOLOiD@2.5D vol.2」（at 2.5D, 19:00〜）出演[62]
- 2011年11月26日、「八王子P台湾デビューアルバム『Sweet Devil』リリース記念パーティー・祝!!!」（at 2.5D, 19:00〜）出演[63]
- 2011年12月3日、「MOtOLOiD外伝〜ヒゲドライバーを持ち上げる会〜ヒゲドラリリースパーティー」 （at 2.5D, 18:30〜）出演[64]
- 2011年12月31日、CDSM （カウントダウンしてみた） （at club citta', 17:00〜）出演[65]
- 2012年1月28日、KAI-YOU presents 「新忘年会ナイト」 （at 2.5D, 17:30〜）出演[66]
- 2012年2月11日、八王子Pメジャーアルバムリリースパーティー （at ニコファーレ, 17:00〜）出演[67]
- 2012年3月4日、「MOtOLOiD外伝〜ペンタブ融合道 試の巻〜」 （at 2.5D, 18:30〜）出演[68]
- 2012年3月11日、「ぷらちな Drawing with Wacom Live! 01」 （at ワンフェスカフェ, 13:00〜）出演[69]
- 2012年3月22日、2.5D presents「OUTERNET」（at 渋谷WOMB, 18:30〜）出演[70]
- 2012年4月25日、SQUARE ENIX MUSIC presents 「SQ Party LEVEL3＠2.5D」（at 2.5D, 19:30〜）出演[71]
- 2012年5月19日、「MOtOLOiD 2.5D開催一周年記念！そしてアラサーへ…」 （at 2.5D, 18:30〜）出演[72]
- 2012年5月25日、「天狗 A NIGHT!!」 （at 渋谷womb, 24:00〜）出演[73]
- 2012年7月15日、「evven vol.2」 （at 渋谷LOUNGE NEO）出演
- 2012年7月21日、「神戸（D:）ドライヴvol.17」 （at 神戸BLUEPORT, 22:00〜）出演[74]
- 2022年4月29日、「ニコニコ超会議2022 超ボーカロイドエリア Powered by The VOCALOID Collection」（at 幕張メッセ, 14:45〜）出演[75]

## メディア出演

### ラジオ
- ヒゲドライバーのヒゲドラジオ！（2021年7月4日 - 12月26日、超!A&G+※）

### ユニットメンバー
1. 1 2  夜々（原田ひとみ）、いろり（茅野愛衣）、小紫（小倉唯）
2. 1 2  涼風青葉（高田憂希）、滝本ひふみ（山口愛）、篠田はじめ（戸田めぐみ）、飯島ゆん（竹尾歩美）